# 1499 Pori
Az 1499 Pori (ideiglenes jelöléssel 1938 UF) a Naprendszer kisbolygóövében található aszteroida. Yrjö Väisälä fedezte fel 1938. október 16-án, Turkuban.